# الولاية 51
الولاية 51 (بالإنجليزية: The 51st State)‏ (معروف أيضاً بـفورملا 51 (بالإنجليزية: Formula 51)‏)، فيلم أكشن كوميدي كندي-بريطاني أنتج سنة 2001. الفيلم من بطولة صامويل جاكسون وروبرت كارليل وإيميلي مورتيمير.

## قصة الفيلم
الفيلم يتبع قصة كيميائي أمريكي، الذي يسافر إلى المملكة المتحدة ليبيع وصفته لمخدر قوي جديد. الأمور لاتسير كما خطط لها يجد جاكسون نفسه وسط سلسلة من المشاكل.

## الشخصيات
- صامويل جاكسون في دور إلمو مكيلروي
- روبرت كارليل في دور فيليكس دي سوزا
- إيميلي مورتيمير في دور دون «داكوتا» باركر
- ميت لوف في دور السحلية

## وصلات خارجية
- الموقع الرسمي
- الولاية 51 على موقع IMDb (الإنجليزية)
- الولاية 51 على موقع ميتاكريتيك (الإنجليزية)
- الولاية 51 على موقع روتن توميتوز (الإنجليزية)
- الولاية 51 على موقع نتفليكس (الإنجليزية)
- الولاية 51 على موقع ألو سيني (الفرنسية)
- الولاية 51 على موقع Turner Classic Movies (الإنجليزية)
- الولاية 51 على موقع أول موفي (الإنجليزية)
- الولاية 51 على موقع بوكس أوفيس موجو (الإنجليزية)
- الولاية 51 على موقع فيلمافينيتي (الإسبانية)
- الولاية 51 على موقع قاعدة بيانات الأفلام السويدية (السويدية)